# Mariankatu (Tampere)
Mariankatu, est une rue du centre-ville de Tampere en Finlande.

## Présentation
Mariankatu est orientée nord-sud. 
À l'est de l'intersection de Mariankatu et Pirkankatu se trouve le quartier de Kaakinmaa, à l'ouest se trouve Pyynikinrinne.
Au nord, Mariankatu s'étend quelque peu vers Amuri jusqu'à Puutarhakatu, après quoi la rue est une voie de circulation douce.
Au sud, Mariankatu se termine à Pyynikki près de la patinoire de Koulukatu et du lac Pyhäjärvi,,,.
À l'extrémité sud de Mariankatu se trouve le château de Pyynikki (1924), conçu par Jarl Eklund. 
L'édifice est représentatif du le classicisme des années 1920 et est l'un des meilleurs représentants de ce style à Tampere. 
Le bâtiment abrite le musée Emil Aaltonen. 
À proximité de Pyynikinlinna, à Mariankatu 41, il y a aussi l'école mixte de langue suédoise (1926), conçue par Birger Federley,,.